# Fränkische Straße der Skulpturen

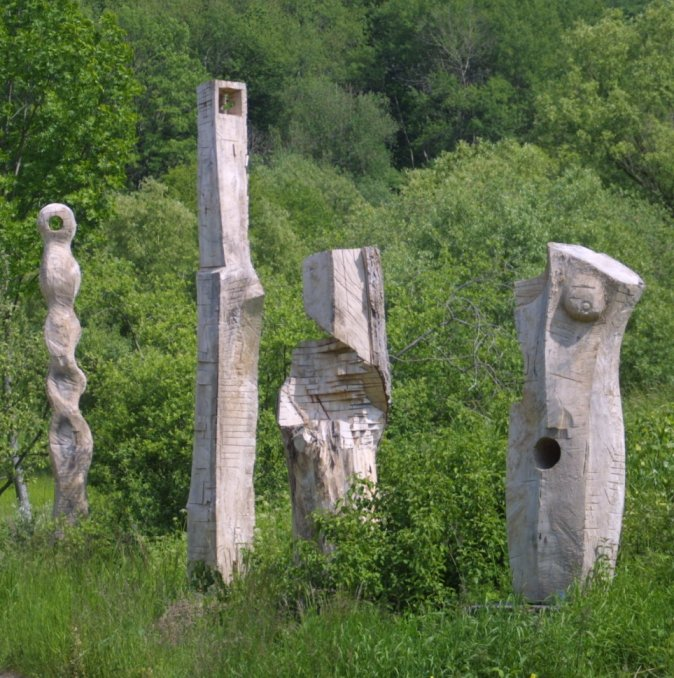
Skulpturen bei Lohndorf

Die Fränkische Straße der Skulpturen ist ein Skulpturenweg in der oberfränkischen Gemeinde Litzendorf (Landkreis Bamberg) bei den Ortschaften Litzendorf, Lohndorf und Tiefenellern.

## Initiator
Die Ausstellung von Skulpturen inmitten der Landschaft des Ellertales wurde 1994 von dem Oberpfälzer akademischen Bildhauer und Grafiker Ad Freundorfer, der in Lohndorf lebt, ins Leben gerufen.
Die Kunstwerke befinden sich nahezu alle im Besitz der jeweiligen Künstler, die ihre Werke für mindestens zwei Jahre auf der Skulpturenstraße belassen.

## Idee
Grundgedanke der Fränkischen Straße der Skulpturen ist es, die Kunst aus den Museen zu holen und sie einer breiten Öffentlichkeit zur Verfügung zu stellen. Schätzungen zufolge haben mehr als 20.000 Besucher diese Freilandausstellung besucht. Getragen wird das Projekt von einem eigens dafür gegründeten Freundeskreis Fränkische Straße der Skulpturen.
2004/2005 sind zur bestehenden Kunst-Natur-Route weitere künstlerische Arbeiten hinzugekommen. Das Amt für Ländliche Entwicklung Oberfranken nahm den Grundgedanken auf und ließ fünf künstlerisch gestaltete Flurdenkmale fest installieren. Dazu gehört die Juraschnecke von Harald Müller.

## Bildergalerie

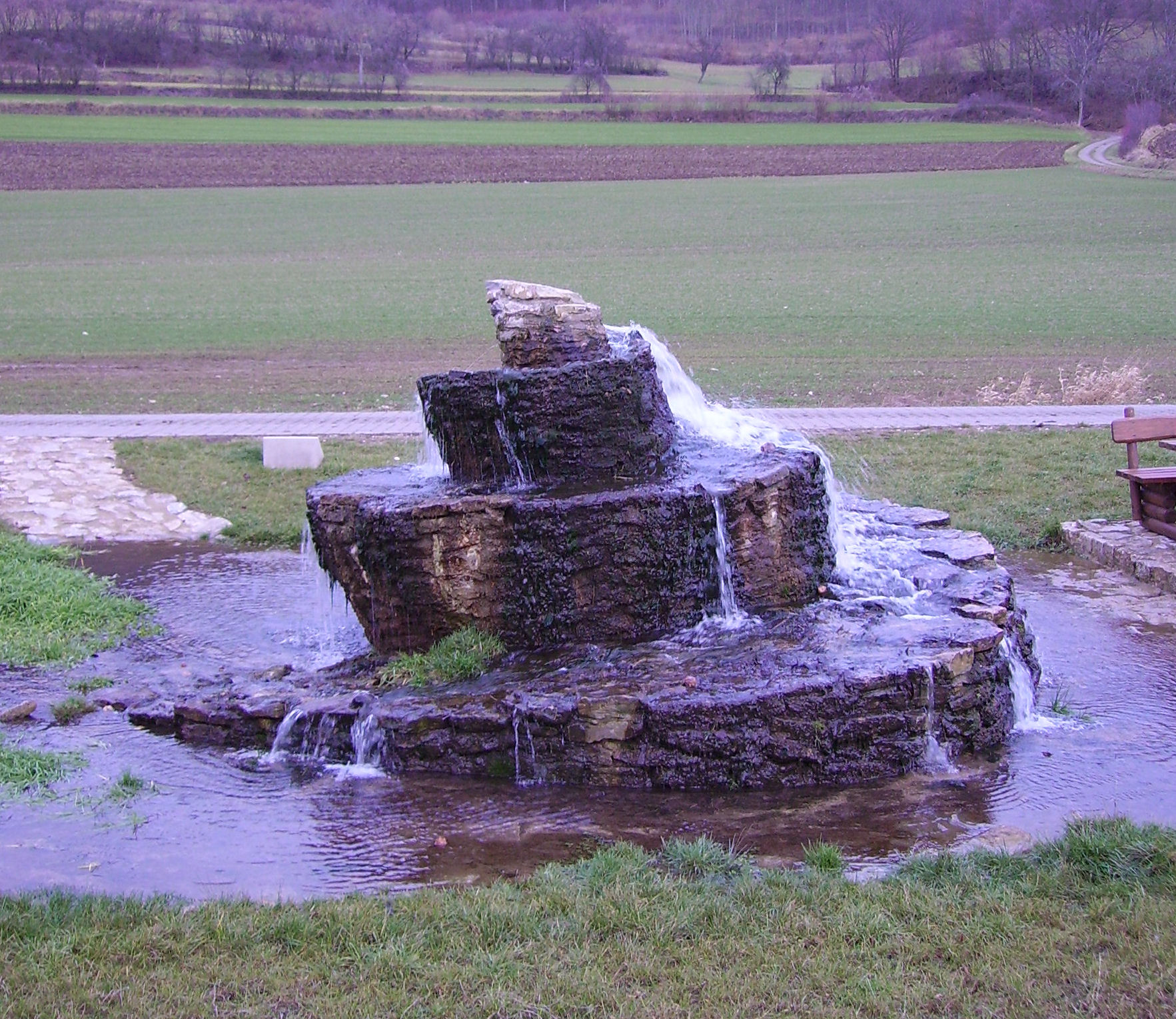
Juraschnecke von Harald Müller
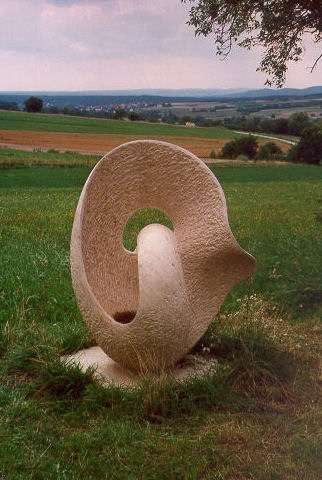
Skulptur im Ellertal bei Lohndorf